# Хантер, Арчи
Арчиба́льд Ха́нтер (англ. Archibald Hunter; 23 сентября 1859, Джоппа — 29 ноября 1894, Астон, Бирмингем), более известный как А́рчи Ха́нтер (англ. Archie Hunter) — шотландский футболист, нападающий, первый капитан английского клуба «Астон Вилла».

## Биография
Хантер играл в «Терд Ланарке» и «Эйр Тисле», прежде чем перейти в «Астон Виллу» в 1878 году, за 10 лет до создания Футбольной лиги. Несмотря на то, что он был одним из лучших игроков того времени, он так и не смог исполнить свою мечту играть за сборную Шотландии, это произошло из-за того, что Шотландская футбольная ассоциация запрещала привлекать в сборную шотландцев, играющих в Англии.
Есть легенда, что Хантер приехал в Бирмингем, чтобы играть за «Калторп», но из-за того, что не смог найти расположение команды, был вынужден играть за «Астон Виллу».
Хантер стал первым игроком, который забивал в каждом матче Кубка Англии за «Астон Виллу», в победном Кубке Англии 1887.
В 1890 году в матче футбольной лиги с «Эвертоном» Хантер перенёс сердечный приступ и упал в обморок. С тех пор он не вставал с постели и умер 29 ноября 1894 года в возрасте 35-ти лет. Говорят, что перед смертью он попросил, чтобы его приподняли, чтобы видеть, как толпа идет к Перри Барр.
Его брат Энди также играл за «Астон Виллу».
В 1998 году Хантер был включён в список 100 легенд Футбольной лиги.
Надпись на его надгробном камне гласит:

Этот памятник установлен с любовью в память об Арчи Хантере, известном капитане «Астон Виллы», его футбольными товарищами и клубом, как вечная дань его мастерству на поле и его бесценности как человека.

## Достижения
«Астон Вилла»
- Обладатель Кубка Англии: 1887

## Статистика выступлений
| Клуб             | Сезон            | Лига | Лига | Кубки | Кубки | Итого | Итого |
| Клуб             | Сезон            | Игры | Голы | Игры  | Голы  | Игры  | Голы  |
| ---------------- | ---------------- | ---- | ---- | ----- | ----- | ----- | ----- |
| Терд Ланарк      | 1877/78          | -    | -    | 4     | 1     | 4     | 1     |
| Терд Ланарк      | Итого            | 0    | 0    | 4     | 1     | 4     | 1     |
| Астон Вилла      | 1879/80          | -    | -    | 2     | 0     | 2     | 0     |
| Астон Вилла      | 1880/81          | -    | -    | 3     | 1     | 3     | 1     |
| Астон Вилла      | 1881/82          | -    | -    | 4     | 3     | 4     | 3     |
| Астон Вилла      | 1882/83          | -    | -    | 5     | 4     | 5     | 4     |
| Астон Вилла      | 1883/84          | -    | -    | 4     | 5     | 4     | 5     |
| Астон Вилла      | 1884/85          | -    | -    | 4     | 2     | 4     | 2     |
| Астон Вилла      | 1885/86          | -    | -    | 2     | 1     | 2     | 1     |
| Астон Вилла      | 1886/87          | -    | -    | 10    | 11    | 10    | 11    |
| Астон Вилла      | 1887/88          | -    | -    | 4     | 4     | 4     | 4     |
| Астон Вилла      | 1888/89          | 19   | 6    | 3     | 3     | 22    | 9     |
| Астон Вилла      | 1889/90          | 13   | 2    | 0     | 0     | 13    | 2     |
| Астон Вилла      | Итого            | 32   | 8    | 41    | 34    | 73    | 42    |
| Всего за карьеру | Всего за карьеру | 32   | 8    | 45    | 35    | 77    | 43    |